# Saint-Léger, Virton
Saint-Léger là một đô thị của Bỉ. Đô thị này nằm ở tỉnh Luxembourg, vùng Wallonie.
Ngày 1 tháng 1 năm 2007, đô thị này có diện tích 35,86 km², có dân số 3.225 dân với mật độ dân số 89,9 người trên mỗi km².
Đô thị này bao gồm các cộng đồng Châtillon và Meix-le-Tige.